# 第95回全国高等学校ラグビーフットボール大会
第95回全国高等学校ラグビーフットボール大会（だいきゅうじゅうごかいぜんこくこうとうがっこうラグビーフットボールたいかい）は、2015年12月27日から2016年1月11日まで東大阪市花園ラグビー場と東大阪市多目的広場にて行われた全国高校ラグビー大会である。平成27年度全国高等学校総合体育大会を兼ねて開催。

## 概要
本大会は95回の記念大会に当たり、出場校が55校に増加。今回増枠する4校分については、全国大会で過去10年間にベスト4入りの実績がある所属ブロック（関東・近畿・中国・九州）から1校ずつ選出する。また大会の日程はこれまで概ね1日おきに行われてきたが、記念大会による出場校増、選手の健康管理と集客面を考慮して、準決勝を準々決勝から4日開けた1月7日、決勝はさらに3日開けた1月11日（成人の日）の開催に変更し、準々決勝以降の試合間隔を空けることにした。なお開会式での選手宣誓は茗溪学園主将高橋良典が務めた。

### 日程
- 12月5日 - 組み合わせ抽選会
- 12月27日 - 開会式（第1グラウンド）、1回戦[5]
- 12月28日 - 1回戦[5]
- 12月30日 - 2回戦[5]
- 1月1日 - 3回戦[5]
- 1月3日 - 準々決勝[5]
- 1月7日 - 準決勝[5]
- 1月11日 - 決勝、閉会式[5]

## 出場校
☆マークはシード校
- 北海道
  - 北北海道代表 - 遠軽（2年ぶり10回目）
  - 南北海道代表 - 函館ラ・サール（初出場）
- 東北
  - 青森県代表 - 青森北（5年連続17回目）
  - 岩手県代表 - 黒沢尻工（4年ぶり27回目）
  - 宮城県代表 - 仙台育英（20年連続22回目）
  - 秋田県代表 - 秋田中央（2年連続10回目）
  - 山形県代表 - 山形南（初出場）
  - 福島県代表 - 郡山北工（初出場）
- 関東
  - 茨城県代表 - 茗溪学園（4年連続21回目）
  - 栃木県代表 - 國學院栃木（16年連続21回目）☆
  - 群馬県代表 - 明和県央（3年連続6回目）
  - 埼玉県代表 - 深谷（2年連続8回目）
  - 千葉県代表 - 流通経済大柏（21年連続23回目）☆
  - 東京都第一代表 - 國學院久我山（2年連続40回目）☆
  - 東京都第二代表 - 東京朝鮮（初出場）
  - 神奈川県代表 - 桐蔭学園（2年ぶり14回目）☆
  - 山梨県代表 - 日川（10年連続45回目）
  - 記念枠 - 東海大相模（神奈川県・25年ぶり8回目）

- 中部
  - 新潟県代表 - 新潟工（12年連続40回目）
  - 富山県代表 - 魚津工（35年ぶり2回目）
  - 石川県代表 - 日本航空石川（11年連続11回目）
  - 福井県代表 - 若狭（2年ぶり10回目）
  - 長野県代表 - 岡谷工（4年連続28回目）
  - 岐阜県代表 - 関商工（5年連続36回目）
  - 静岡県代表 - 静岡聖光学院（2年連続4回目）
  - 愛知県代表 - 春日丘（3年連続5回目）
  - 三重県代表 - 朝明（4年連続6回目）

- 近畿
  - 滋賀県代表 - 光泉（5年連続7回目）
  - 京都府代表 - 伏見工（3年ぶり20回目）
  - 大阪府第一代表 - 東海大仰星（3年連続16回目）☆
  - 大阪府第二代表 - 大阪桐蔭（4年連続10回目）☆
  - 大阪府第三代表 - 常翔学園（3年ぶり34回目）☆
  - 兵庫県代表 - 関西学院（4年ぶり6回目）
  - 奈良県代表 - 天理（2年ぶり62回目）
  - 和歌山県代表 - 和歌山工（3年ぶり21回目）
  - 記念枠 - 京都成章（京都府・2年連続8回目）
- 中国
  - 鳥取県代表 - 倉吉北（3年連続3回目）
  - 島根県代表 - 石見智翠館（25年連続25回目）☆
  - 岡山県代表 - 津山工（2年連続24回目）
  - 広島県代表 - 尾道（9年連続10回目）
  - 山口県代表 - 萩商工（2年連続21回目）
  - 記念枠 - 広島工（広島県・9年ぶり32回目）
- 四国
  - 徳島県代表 - つるぎ（3年ぶり24回目[7]）
  - 香川県代表 - 高松北（2年連続10回目）
  - 愛媛県代表 - 北条（2年連続5回目）
  - 高知県代表 - 土佐塾（4年連続15回目）
- 九州・沖縄
  - 福岡県代表 - 東福岡（16年連続26回目）☆
  - 佐賀県代表 - 佐賀工（34年連続44回目）
  - 長崎県代表 - 長崎北陽台（2年連続15回目）
  - 熊本県代表 - 荒尾・岱志※（2年連続8回目）
  - 大分県代表 - 大分舞鶴（30年連続54回目）
  - 宮崎県代表 - 高鍋（5年連続23回目）
  - 鹿児島県代表 - 鹿児島実（2年連続16回目）
  - 沖縄県代表 - コザ（2年連続14回目）
  - 記念枠 - 筑紫（福岡県・24年ぶり5回目）

※改組中につき、新旧高校の合同チームとして出場

## 試合結果
- 時刻はすべて日本標準時 (UTC+9)
- 括弧内は前半終了時のスコアを示す。
- 太字は勝利校を示す。

### 1回戦
| 2015年12月27日 12:30 | 天理       | 90-7  | (50−0)  | 山形南         | 第1グラウンド |
| 2015年12月27日 12:30 | 津山工     | 7-76  | (0−43)  | 新潟工         | 第2グラウンド |
| 2015年12月27日 13:45 | 尾道       | 15-18 | (10-8)  | 深谷           | 第1グラウンド |
| 2015年12月27日 13:45 | 北条       | 7-37  | (7−20)  | 遠軽           | 第2グラウンド |
| 2015年12月27日 15:00 | 荒尾・岱志 | 7-39  | (7−17)  | 仙台育英       | 第1グラウンド |
| 2015年12月27日 12:30 | 高鍋       | 21-24 | (14−12) | 青森北         | 第3グラウンド |
| 2015年12月27日 13:45 | 伏見工     | 78-0  | (29−0)  | 郡山北工       | 第3グラウンド |
| 2015年12月27日 15:00 | 和歌山工   | 30-5  | (17−5)  | 魚津工         | 第2グラウンド |
| 2015年12月27日 15:00 | 佐賀工     | 24-21 | (5−7)   | 春日丘         | 第3グラウンド |
| 2015年12月28日 10:00 | 土佐塾     | 12-44 | (0−27)  | 明和県央       | 第1グラウンド |
| 2015年12月28日 10:00 | 広島工     | 3-68  | (3−33)  | 秋田中央       | 第3グラウンド |
| 2015年12月28日 10:00 | 高松北     | 0-68  | (0−40)  | 関商工         | 第2グラウンド |
| 2015年12月28日 11:15 | 筑紫       | 26-19 | (19−14) | 東京朝鮮       | 第1グラウンド |
| 2015年12月28日 11:15 | 大分舞鶴   | 43-20 | (26−3)  | 岡谷工         | 第2グラウンド |
| 2015年12月28日 12:30 | つるぎ     | 45-12 | (31−0)  | 若狭           | 第2グラウンド |
| 2015年12月28日 12:30 | 関西学院   | 18-7  | (8−0)   | 茗溪学園       | 第1グラウンド |
| 2015年12月28日 13:45 | 倉吉北     | 0-105 | (0−41)  | 静岡聖光学院   | 第2グラウンド |
| 2015年12月28日 11:15 | コザ       | 19-38 | (5−19)  | 日川           | 第3グラウンド |
| 2015年12月28日 13:45 | 長崎北陽台 | 42-12 | (18−5)  | 函館ラ・サ－ル | 第1グラウンド |
| 2015年12月28日 15:00 | 萩商工     | 7-25  | (7−12)  | 黒沢尻工       | 第2グラウンド |
| 2015年12月28日 13:45 | 京都成章   | 34-7  | (24−7)  | 日本航空石川   | 第3グラウンド |
| 2015年12月28日 13:45 | 鹿児島実業 | 7-64  | (0−36)  | 朝明           | 第3グラウンド |
| 2015年12月28日 15:00 | 光泉       | 13-10 | (7−3)   | 東海大相模     | 第3グラウンド |

### 2回戦
| 2015年12月30日 14:00  | 新潟工       | 14-45 | (7−12)  | 深谷         | 第3グラウンド |
| 2015年12月30日 15:15  | 常翔学園     | 3-5   | (3−5)   | 天理         | 第3グラウンド |
| 2015年12月30日 12:45  | 仙台育英     | 17-69 | (7−36)  | 流経大柏     | 第3グラウンド |
| 2015年12月30日 14:30  | 石見智翠館   | 71-3  | (47−3)  | 遠軽         | 第1グラウンド |
| 2015年12月30日 10:15  | 青森北       | 21-36 | (14−19) | 伏見工       | 第3グラウンド |
| 2015年12月30日 011:30 | 東海大仰星   | 93-0  | (57−0)  | 和歌山工     | 第3グラウンド |
| 2015年12月30日 13:15  | 秋田中央     | 15-40 | (5−33)  | 桐蔭学園     | 第2グラウンド |
| 2015年12月30日 14:30  | 佐賀工       | 71-3  | (15−3)  | 明和県央     | 第2グラウンド |
| 2015年12月30日 12:00  | 関商工       | 19-19 | (7−0)   | 大分舞鶴     | 第2グラウンド |
| 2015年12月30日 9:00   | 大阪桐蔭     | 31-10 | (21−3)  | 筑紫         | 第3グラウンド |
| 2015年12月30日 10:45  | つるぎ       | 17-57 | (7−31)  | 関西学院     | 第2グラウンド |
| 2015年12月30日 13:15  | 静岡聖光学院 | 7-35  | (7−7)   | 國學院久我山 | 第1グラウンド |
| 2015年12月30日 012:00 | 東福岡       | 88-21 | (41−14) | 黒沢尻工     | 第1グラウンド |
| 2015年12月30日 9:30   | 日川         | 14-24 | (14−5)  | 長崎北陽台   | 第2グラウンド |
| 2015年12月30日 10:45  | 京都成章     | 71-12 | (31−0)  | 朝明         | 第1グラウンド |
| 2015年12月30日 09:30  | 光泉         | 17-19 | (5−7)   | 國學院栃木   | 第1グラウンド |

### 3回戦
| 2016年01月01日 10:00 | 天理       | 31-23 | (24−15) | 深谷         | 第1グラウンド |
| 2016年01月01日 11:25 | 石見智翠館 | 24-19 | (5−7)   | 流経大柏     | 第1グラウンド |
| 2016年01月01日 12:50 | 東海大仰星 | 41-5  | (24−0)  | 伏見工       | 第1グラウンド |
| 2016年01月01日 14:15 | 佐賀工     | 12-58 | (7−29)  | 桐蔭学園     | 第1グラウンド |
| 2016年01月01日 10:00 | 大阪桐蔭   | 55-7  | (19−0)  | 関商工       | 第3グラウンド |
| 2016年01月01日 11:25 | 関西学院   | 13-7  | (3−0)   | 國學院久我山 | 第3グラウンド |
| 2016年01月01日 12:50 | 東福岡     | 24-8  | (17−8)  | 長崎北陽台   | 第3グラウンド |
| 2016年01月01日 14:15 | 京都成章   | 17-15 | (0−3)   | 國學院栃木   | 第3グラウンド |

### 準々決勝
| 2016年01月03日 10:00 | 京都成章 | 10-17 | (10−5) | 東海大仰星 | 第1グラウンド |
| 2016年01月03日 11:25 | 天理     | 12-31 | (0−21) | 桐蔭学園   | 第1グラウンド |
| 2016年01月03日 12:50 | 関西学院 | 8-33  | (5−5)  | 石見智翠館 | 第1グラウンド |
| 2016年01月03日 14:15 | 大阪桐蔭 | 8-15  | (5−3)  | 東福岡     | 第1グラウンド |

### 準決勝
| 2016年01月07日 12:45 | 東福岡   | 22-24 | (3−19)  | 東海大仰星 | 第1グラウンド |
| 2016年01月07日 14:10 | 桐蔭学園 | 46-31 | (34−12) | 石見智翠館 | 第1グラウンド |

### 決勝
| 2016年01月011日 14:00 | 東海大仰星                                | 37-31 (19-17)                                   | 桐蔭学園                                  | 第1グラウンド 観客数: 18,200人 レフリー: 原田隆司 |
| 2016年01月011日 14:00 | トライ: 5 コンバート: 3 PK: 2 ドロップ: 0 | 詳細 日本ラグビーフットボール協会 2016年1月11日 | トライ: 4 コンバート: 4 PK: 1 ドロップ: 0 | 第1グラウンド 観客数: 18,200人 レフリー: 原田隆司 |

| 東海大仰星 | 桐蔭学園 |

| 桐蔭学園  |    |            |                         |
| FW        | 01 | 高北卓弥   |                         |
| FW        | 02 | 原田衛     |                         |
| FW        | 03 | 石田楽人   | 前半20' 後半26' 後半30' |
| FW        | 04 | 高橋広大   |                         |
| FW        | 05 | 石井洋介   |                         |
| FW        | 06 | 柴田徹     |                         |
| FW        | 07 | 川勝自然   |                         |
| FW        | 08 | 栗原由太   |                         |
| HB        | 09 | 齋藤直人   | キャプテン              |
| HB        | 10 | 渡邉晃生   |                         |
| TB        | 11 | 大木魁     |                         |
| TB        | 12 | 齊藤大朗   | 前半24'                 |
| TB        | 13 | 甲山大悟   | 後半22分                |
| TB        | 14 | 宮川翔太   |                         |
| FB        | 15 | 床田聖悟   | 後半9分                 |
| リザーブ: |    |            |                         |
|           | 16 | 栗山塁     |                         |
|           | 17 | 相良隆太   |                         |
|           | 18 | 細木康太郎 |                         |
|           | 19 | 菅井滉太   |                         |
|           | 20 | 江川隼人   |                         |
|           | 21 | 田村魁世   |                         |
|           | 22 | 山田雅也   | 後半22分                |
|           | 23 | 濱野剛己   | 後半9分                 |
|           | 24 | 疋田大河   |                         |
|           | 25 | 黒木陽斗   |                         |
|           |    |            |                         |
| 監督      |    |            |                         |
| 藤原秀之  |    |            |                         |

※赤字は、優勝校もしくは得点が高いことを示す。また、脚注の( )内の分数はキックの成功率、[ ]内の自然数は当該選手の背番号を示す。

## 関連試合

### U18花園女子15人制
- 高校3年生以下の女性選手を44人に選抜してWEST・EAST2チームにそれぞれ22人に分けて試合を実施された。

2015年12月27日 花園ラグビー場 第1グラウンド 11:20開始（20分ハーフ） 結果 WEST 12-5 EAST

### 第8回U18合同チーム東西対抗戦
- 今大会では第11回全国高等学校合同チームラグビーフットボール大会に出場した選手を50人選抜して、東西2チームにそれぞれ25人に分けて試合が実施された。

2016年1月7日 花園ラグビー場 第1グラウンド 11:00開始結果 西軍 31-12東軍

## 入場者数
1月7日の時点で過去最多の11万3625人となり、ラグビーワールドカップ2015での日本代表の活躍の影響とみられている。